# 父と子の旅路
『父と子の旅路』（ちちとこのたびじ）は、小杉健治著の小説。『小説推理』（双葉社）にて2002年5月号から10月号まで連載された。
2005年に単発ドラマ化、2018年に連続ドラマ化される。

## 書誌情報
- 2003年1月30日、双葉社、ISBN 978-4-57-523455-8
- 2005年6月20日、双葉文庫、ISBN 978-4-57-551019-5

## テレビドラマ

### 単発ドラマ（2005年）
『冤罪〜父と子の旅路〜』のタイトルでテレビドラマ化され、2005年6月6日にTBS系「月曜ミステリー劇場」にて放送された。

#### キャスト（2005年）
- 柳瀬光三（死刑囚）：橋爪功
- 浅利祐介（弁護士）：中村俊介
- 河村礼菜（看護師）：宮本真希
- 河村あかね（河村礼菜の母親）：市毛良枝
- 河村真二（河村礼菜の父親）：若林謙
- 花木重彦（河村あかねの父親）：穂積隆信
- 森下刑務官：伊吹吾郎
- 杉本拘置所長：石山雄大
- 澤田哲也（浅利祐介の上司）：若林豪
- 浅利孝信（浅利祐介の養父）：竜雷太
- 浅利美保子（浅利祐介の養母）：松本留美
- 大富春香：悠木千帆
- 松枝刑事：左右田一平
- 四方田剛史：山西道広
- 倉一平
- 内埜則之
- 千葉裕子
- 長谷部香苗
- 波多江清
- 小川喬也
- 三村和敬

#### スタッフ（2005年）
- 脚本：石原武龍、程島健
- 監督：長谷部安春
- 選曲：合田豊
- 技術協力：ビデオフォーカス
- 美術協力：テレビ朝日クリエイト
- プロデューサー：見留多佳城、神崎良
- 製作：G・カンパニー、TBS

### 連続ドラマ（2018年）
『家族の旅路 家族を殺された男と殺した男』（かぞくのたびじ かぞくをころされたおとこところしたおとこ）のタイトルで、東海テレビ開局60周年記念ドラマとして2018年2月3日から3月24日まで「オトナの土ドラ」枠で放送された。主演は滝沢秀明。

#### キャスト（2018年）
浅利 祐介
演 - 滝沢秀明
弁護士で主人公。赤ん坊の頃に実の父母と祖父を殺され、母の姉夫婦である由美子と孝信の養子になった。
河村 礼菜から、柳瀬 光三の再審請求を依頼され、被害者家族の立場からいったん拒否するが、調査をしていくうちに彼の行動に疑問を抱き、迷いながらも柳瀬 光三の再審請求を引き受ける。その過程で礼菜を気にかけるようになるが、花木 重彦が差し出した写真がきっかけで彼女が探していた異父兄の柳瀬 光男だと知る。
河村 礼菜
演 - 谷村美月（9ヶ月時：石原明日那）
あかねと真二の娘。
河村 あかね
演 - 横山めぐみ
重彦の娘で光三と離婚後、真二と再婚し礼菜を産んだ。
浅利 孝信
演 - 益岡徹
由美子の夫で祐介の養父。
浅利 由美子
演 - いしのようこ
孝信の妻で祐介の養母。
桜井 良太
演 - 長谷川純（第2話、第5話、第6話、最終話）
医師。
花木 重彦
演 - 目黒祐樹（第1話、第5話、最終話）
あかねの父で礼菜の祖父。
河村 真二
演 - 小林タカ鹿
あかねの再婚した夫で礼菜の父。
松枝 栄二郎
演 - 石丸謙二郎
元刑事。柳瀬の取調べを担当した。柳瀬 光三を逮捕した当時から供述や証拠には矛盾を感じており、退職した今は彼が犯人なのか疑念を深めている。
津村 佐智子
演 - 朝加真由美
生前、柳瀬の再審請求を3度担当した人権派弁護士・津村誠治の妻。柳瀬に頼まれて幼い祐介の様子を見に行ったこともある。
津田 陽一郎
演 - 片岡鶴太郎（特別出演）
祐介が勤める弁護士事務所の所長。
柳瀬 光三
演 - 遠藤憲一
あかねの最初の夫で死刑囚。柳瀬 光男の父親。

#### スタッフ（2018年）
- 原作 - 小杉健治『父と子の旅路』（双葉社）
- 脚本 - いずみ玲
- 演出 - 国本雅広、村松弘之
- 音楽 - 羽岡佳
- 主題歌 - 滝沢秀明「記憶のカケラ」（Avex trax）
- 企画 - 横田誠（東海テレビ）
- プロデューサー - 西本淳一（東海テレビ）、大久保直実（ビデオフォーカス）、坪ノ内俊也（ビデオフォーカス）
- 制作著作 - ビデオフォーカス
- 制作 - 東海テレビ

#### 放送日程
| 各話   | 放送日  | サブタイトル                                  | ラテ欄                                                            | 演出     |
| ------ | ------- | --------------------------------------------- | ----------------------------------------------------------------- | -------- |
| 第1話  | 2月03日 | 私は一体何者なのか 沈黙の死刑囚と真実         | 私は一体何者なのか 沈黙の死刑囚と真実                             | 国本雅広 |
| 第2話  | 2月10日 | 冤罪? 家族に背を向け 死刑囚の無実を信じるのか | 冤罪? 愛する家族に背を向け 死刑囚の無実を信じるのか? 葛藤する祐介 | 国本雅広 |
| 第3話  | 2月17日 | 死刑囚の故郷… 無罪の証明                      | 無罪の証明…死刑囚の故郷へ 死刑と引き換えに隠したかった秘密とは?   | 村松弘之 |
| 第4話  | 2月24日 | 真犯人は誰だ? 沈黙を貫く死刑囚の秘密          | 祐介が暴いた真犯人の正体! なお沈黙を貫く死刑囚の秘密…衝撃急展開   | 村松弘之 |
| 第5話  | 3月03日 | 隠蔽… 私は一体何者なのだ                      | 私は…一体何者なのだ! 自分自身との対峙…祐介を待ち受ける苦難の道    | 国本雅広 |
| 第6話  | 3月10日 | 覚悟… 果てしなき再審の道                      | 覚悟…今後私があなたを父と呼ぶ事はありません! 果てしなき再蕃の道   | 高橋貴司 |
| 第7話  | 3月17日 | 再審は望まない… 死刑囚 涙の決意               | 再蕃は望みません…死刑囚の悲壮なる決意。 そして死刑執行の時が迫る  | 村松弘之 |
| 最終話 | 3月24日 | 死刑執行の行方… 父と子の結末                  | 父は無実です! 死刑執行は止まるか… 運命に翻弄された父と子の結末    | 国本雅広 |

- 第2話は、「土曜プレミアム」・本能寺ホテル放送のため、15分繰り下げ、23時55分 - 翌0時50分に放送された。

| 東海テレビ制作・フジテレビ系 オトナの土ドラ                             | 東海テレビ制作・フジテレビ系 オトナの土ドラ                      | 東海テレビ制作・フジテレビ系 オトナの土ドラ   |
| 前番組                                                                  | 番組名                                                           | 次番組                                        |
| ----------------------------------------------------------------------- | ---------------------------------------------------------------- | --------------------------------------------- |
| オーファン・ブラック 〜七つの遺伝子〜 （2017年12月2日 - 2018年1月27日） | 家族の旅路 家族を殺された男と殺した男 （2018年2月3日 - 3月24日） | いつまでも白い羽根 （2018年4月7日 - 5月26日） |